# UG2-Schnittstelle

ISDN-Referenzmodell mit U-Referenzpunkt

Die UG2-Schnittstelle ist bei ISDN-Primärmultiplexanschlüssen eine Schnittstelle für den Übertragungsweg zwischen der Ortsvermittlungsstelle (OVSt) des Netzbetreibers und dem Netzabschluss (NTPM) beim Kunden auf Basis von Glasfaserkabeln, dem NTPMGF. Die UG2-Schnittstelle besteht aus zwei Glasfasern, eine für jede Richtung, und erreicht eine Datenübertragungsrate von 2048 kbit/s.
Das U in der Bezeichnung steht für den Referenzpunkt der Schnittstelle im ISDN-Referenzmodell (siehe Abbildung) und das G steht für Glasfaser.